# Ana Hop
Ana Hop (México, 1984) es una fotógrafa mexicana especializada en retratos.

## Primeros años
Ana Isabel Estrada, conocida luego como Ana Hop, nació en la Ciudad de México en 1984. Fue expuesta a la fotografía desde muy pequeña, acompañando a su madre a clases, prácticas y exposiciones de fotografía. Realizó su carrera en comunicaciones en la Universidad Iberoamericana de la Ciudad de México y posteriormente fue a Londres, en Central Saint Martins para estudiar fotografía.

## Trayectoria
Al regresar de Londres pudo trabajar con varias revistas notables como National Geographic Traveller, ELLE, Esquire, Gatopardo, etc., y para compañías como Nike, Converse, American Express, etc.
Tiene un proyecto personal llamado "People You May Know," el cual se compone de retratos de personas involucradas en el mundo de la creatividad, incluyendo a artistas, diseñadores, arquitectos, etc.

"Con la fotografía estoy tomando fotos de momentos muy específicos que sí transmiten algo pero que al final es el 10% de lo que me llévo yo como experiencia. Mi trabajo es más bien comunicar diferentes formas de vida detrás de las personas"
Ana Hop en Tendencias TV

Ha colaborado con el proyecto Freunde von Freunden de Berlín, dónde creó retratos de Napoleon Habeica, Dirk-Jan Kinet y Diana García, entre otros. 
Hop ha afirmado que los fotógrafos que la inspiran son Annie Leibovitz, Diane Arbus, Erwin Olaf y James Natchwey.